# Zvonimir Krznarić (kajakaš)
Zvonimir Krznarić (Osijek, 4. lipnja 1972.), hrvatski kajakaš.
Natjecao se na Olimpijskim igrama 1992. U kategorijama K–1 500 m i K–1 1.000 m je nastupio u repesažu.
Na Mediteranskim igrama 1993. je osvojio broncu u kategorijama K–1 1.500 m i K–1 1.000 m.
Bio je član Belišća.